# Крістіан Волтон
Крістіан Волтон (англ. Christian Walton; нар. 9 листопада 1995, Труро) — англійський футболіст, воротар клубу «Брайтон енд Гоув». На умовах оренди виступає за «Іпсвіч Таун».
Виступав, зокрема, за клуб «Віган Атлетік», а також молодіжну збірну Англії.

## Клубна кар'єра
Народився 9 листопада 1995 року в місті Труро. Вихованець юнацьких команд футбольних клубів «Плімут» та «Брайтон енд Гоув».
У дорослому футболі дебютував 2013 року виступами за команду «Брайтон енд Гоув», в якій виступає й жосі.
Згодом з 2015 по 2020 рік грав у складі команд «Бері», «Плімут», «Лутон Таун», «Саутенд Юнайтед», «Віган Атлетік» та «Блекберн Роверз» на правах оренди.
До складу клубу «Брайтон енд Гоув» повернувся 2020 року.

## Виступи за збірні
2014 року дебютував у складі юнацької збірної Англії (U-19), загалом на юнацькому рівні взяв участь у 12 іграх, пропустивши 12 голів.
Протягом 2015—2017 років залучався до складу молодіжної збірної Англії. На молодіжному рівні зіграв в одному офіційному матчі.